# Krzysztof Cezary Buszman
Krzysztof Cezary Buszman (ur. 17 lipca 1967 w Gdańsku) – polski poeta, autor piosenek, podróżnik.

## Życiorys
Dzieciństwo i młodość spędził w Gdyni. W 1997 wyjechał do Wielkiej Brytanii, gdzie w maju 2000 w Londynie powołał do życia Agencję Promocji Kultury Polskiej. W październiku 2001 został przyjęty do Związku Pisarzy Polskich na Obczyźnie z siedzibą w Londynie, w 2002 zasiadł w jego zarządzie. Należy także do Association Polonaise des Auteurs, Journalistes et Traducteurs en Europe – Polskiego Stowarzyszenia Autorów Dziennikarzy i Tłumaczy w Europie z siedzibą w Paryżu.

## Twórczość

### Książki poetyckie
- Najpiękniejsze wiersze o miłości czyli Przeminiemy Minionych Mijaniem[2] (1996, Modena)
- Wiersze zawieruszone czyli Przewodnik po chmurach[2] (2001, Studio Honek przy współpracy Agencji Promocji Kultury Polskiej w Wielkiej Brytanii)
- Najwcześniej później[2] (2006, Agencja Wydawnicza Remix)
- Errata do świata[2] (2009, Wydawnictwo Poligraf)
- Strofy losu[2] (2012, Kultura Wyższa Poleca)
- Patynowe wiersze[2] (2012, Profilaktyka a Ty)
- Trafione w dziesiątkę (2015, Profilaktyka a Ty)
- Pole na wiersze (2015, Kultura Wyższa Poleca)
- Podróż z Aniołem Stróżem (2015, Bernardinum)
- Krótkie wiersze na długie lata (2016, Bernardinum)
- Krótkie wiersze na długą podróż (2017, Bernardinum)
- Krótkie wiersze na długi czas (2018, Bernardinum)
- Kwarantanna, czyli wiersze czasu zarazy (2020, Kultura Wyższa Poleca)
- Wiersze Wam wieszczę (2020, Bernardinum)
- Strofy koronne (2021, Bernardinum)

### Płyty kompaktowe z tekstami autora
- Dzieci Mona Lisy: Oblicza miłości (1996, Bogdan Studio)
- Jarosław „Jar” Chojnacki: Zabijanie czasu[3], (2003, wyd. Polskie Radio (reedycja w 2010[3] nakładem Solitonu)
- Joanna Lewandowska: Najwcześniej później[3] (2006, Arms Records[4]
- Najwcześniej później (Koncert Galowy XI Elbląskich Nocy Teatru i Poezji z okazji 40. urodzin poety, 2007 Soliton)
- Najwcześniej później: Moje piosenki (różni wykonawcy, 2008, Soliton[5])
- Wyszukana prostota[3] (różni wykonawcy, muz. Wojciech Gęsicki, 2010, Soliton)
- Krzysztof Kolberger: Strofy życia[3] (2010, Soliton)
- Zakochana miłość[3] (różni wykonawcy, 2012, Soliton
- Marek Richter: Wiem[3], (2012, Soliton)
- Takim być[3] (różni wykonawcy, 2013, Soliton)
- Zakochana miłość (różni wykonawcy, 2013, Soliton)
- Stare Powązki strofy o przemijaniu (różni wykonawcy, 2014, Soliton)
- Santo Subito. Hymn Kanonizacyjny dla Jana Pawła II (singiel, 2014, wyk. Alicja Węgorzewska, muz. Bogdan Kierejsza)
- Szymon Podwin: Errata do świata (2015, Soliton)
- Kint: Buszman (2016, Soliton)
- Szymon Podwin: Rusz duszę (2017, Soliton)
- Podróż z Aniołem Stróżem (2017, Soliton)
- Paweł Pilichowicz: Życia szczegół (2018, Soliton)
- Hymn Papieski, (singiel, wyk. Alicja Węgorzewska, muz. Bogdan Kierejsza, 2018)
- U Studni: Ześrodkowanie (2019, Dalmafon)
- Podszepty miasta (różni wykonawcy, 2019, Soliton)
- Strofy pamięci (różni wykonawcy, 2021)
- Krzysztof Cezary Buszman: O miłości najpiękniej jak umiem (2022, muz. A. Drywa i B. Wielgosz)
- Śląska Grupa Bluesowa: Tu i teraz (2022, autor siedmiu tekstów na płytę)